# Lijst van spelers van NK Celje
Deze lijst omvat voetballers die bij de Sloveense voetbalclub NK Celje spelen of gespeeld hebben. De spelers zijn alfabetisch gerangschikt.

## A
- Serge Akakpo
- Goran Alenc
- Milan Anđelkovič

## B
- Gregor Bajde
- Saša Bakarič
- Zoran Baldovaliev
- Mateo Barukčič
- Dragan Benić
- Dominik Beršnjak
- Suad Beširevič
- Roman Bezjak
- David Bezovnik
- Lutfi Bilali
- Darijo Biščan
- Boris Bjelkanovic
- Gregor Blatnik
- Danijel Brezič
- Mitja Brulc
- Primoz Brumen
- Marijan Budimir
- Spasoje Bulajič

## C
- Dragan Čadikovski
- Stefan Cebara
- Sebastjan Celofiga
- Matej Centrih
- Luka Cerenak
- Carlos Chacana
- Sebastjan Cimirotič
- Rok Cizej

## D
- Oskar Drobne
- Samir Duro
- Domagoj Duspara
- Slaviša Dvorančič
- Nikola Đaković

## F
- Liridon Fazliu
- Gregor Fink
- Ivan Firer
- Sašo Fornezzi

## G
- Tadej Gaber
- Sebastjan Gobec
- Mirza Golubica
- Gorazd Gorinsek
- Andrej Goršek
- Luka Grešak

## H
- Damir Hadžič
- Emir Hadžić
- Safet Hadžič
- Denis Halilovic
- Gregor Helbl
- Aljaz Horvat
- Žan Horvat
- Faruk Hujdurović

## I
- Sunday Ibeji
- Nikola Ivanovič

## J
- Jhonnes
- Darko Jovandić
- Andrej Jožef

## K
- Aleš Kačičnik
- Amel Kamberović
- Faik Kamberović
- Bekim Kapic
- Dejan Kelhar
- Maxi Klebcar
- Simon Klun
- Marko Kolsi
- Dinnyuy Kongnyuy
- Robert Koren
- Miha Korošec
- Uroš Korun
- Matic Kotnik
- Saša Kovjenič
- Tomaž Kožar
- Marko Krajcer
- Marko Križnik
- Dejan Krljanovič
- Igor Kuljanac
- Andrej Kvas

## L
- Igor Lazic
- Ognjen Lekic
- Ivan Lendrić
- Martin Lenošek
- Jernej Leskovar
- Anej Lovrečič
- Vladislav Lungu

## M
- Darko Maletić
- Vladimir Mandić
- Klemen Medved
- Boris Mijatovič
- Marijo Močič
- Iztok Mocivnik
- Amel Mujakovič
- Amel Mujčinovič

## N
- Dejan Naprudnik
- Novica Nikcevic
- Roland Njume-N'Toko

## P
- Dejan Pantovic
- Zoran Pavlovič
- Andrej Pecnik
- Nejc Pečnik
- Damir Pekič
- Rok Petric
- Frane Petricevic
- Robert Pevnik
- Dejan Plastovski
- Uros Plaznik
- Nejc Plesec
- Jalen Pokorn
- Denis Popovič
- Nejc Potokar
- Antonijo Pranjič
- Ales Prus
- Blaz Puc
- Dejan Purišič
- Aleš Puš

## R
- Aleksandar Radosavljevič
- Miroslav Radulovic
- Almir Rahmanovic
- Ermin Rakovič
- Matej Rapnik
- Rajko Rep
- Gregor Režonja
- Stefan Ristovski
- Dejan Robnik
- Alen Romih
- Dejan Rusic

## S
- Lisandro Sacripanti
- Goran Sankovič
- Martin Šarić
- Schwantes
- Aleksander Šeliga
- Simon Sešlar
- Danijel Sirec
- Aljosa Sivko
- Luka Škrbina
- Jure Slomsek
- Matej Snofl
- Miha Šporar
- Denis Srsa
- Duško Stajić
- Peter Stojanovič
- Rok Štraus
- Almir Sulejmanovič
- Jernej Susnik

## T
- David Tomažič
- Peter Tosic
- Jure Travner

## U
- Dejan Urbanč

## V
- Benjamin Verbič
- Tadej Vidmajer
- Dalibor Volaš
- Goran Vrejic
- Blaž Vrhovec
- Dare Vršič

## Z
- Gorazd Zajc
- Janez Zavrl
- David Zec
- Matic Žitko
- Branko Zupan
- Andraz Zurej